# Maître du Missel de Troyes
Ne doit pas être confondu avec Maître du Missel de Yale.
Le Maître du Missel de Troyes est un enlumineur actif entre Troyes et la Bourgogne entre 1440 et 1470. Son nom de convention provient du manuscrit d'un missel copié par un chanoine du nom de Jean Coquet et à l'usage du diocèse de Troyes. Une trentaine de manuscrits lui sont attribués et plusieurs artistes ont collaboré avec lui ou ont repris son style.

## Éléments biographiques

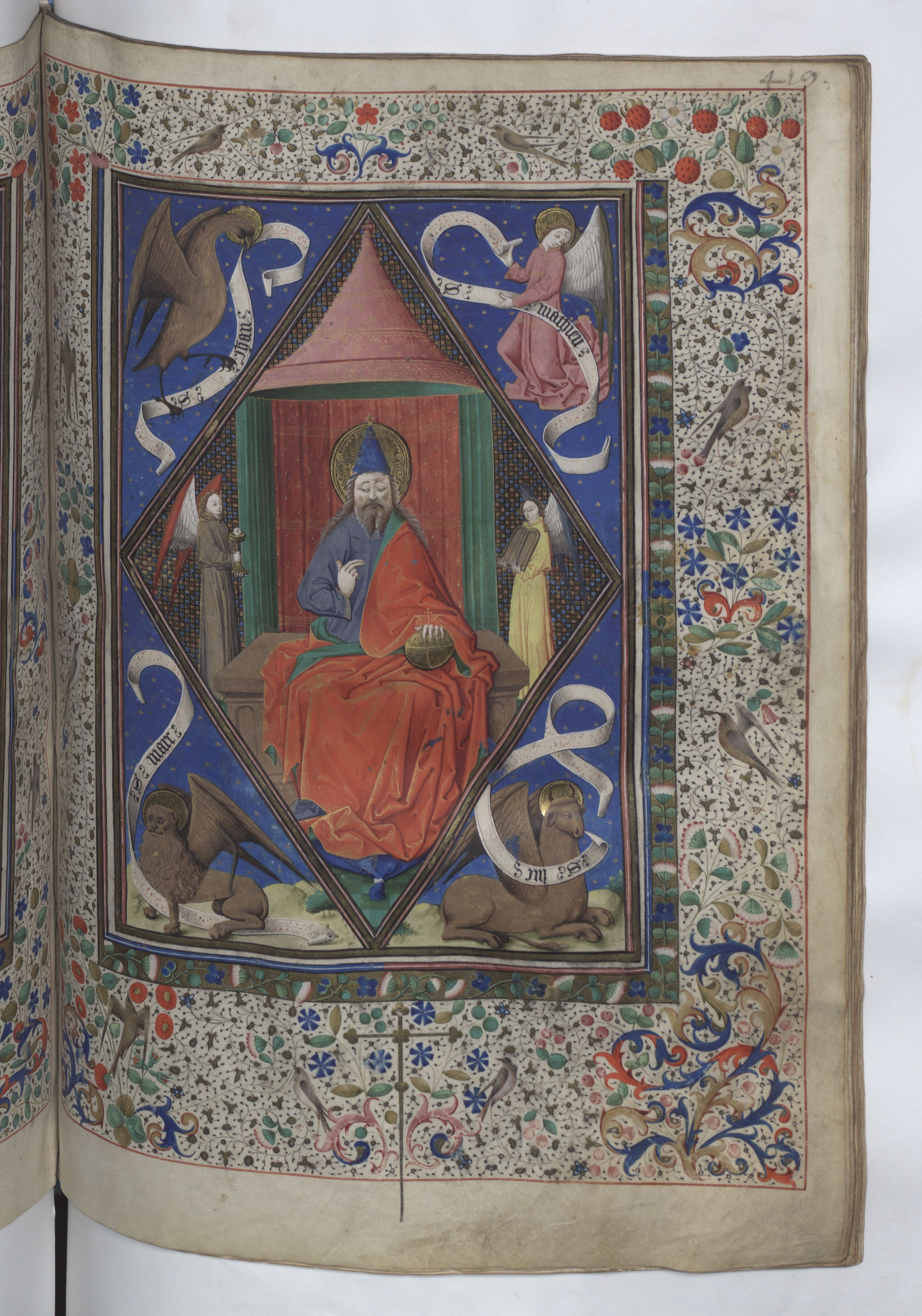
Dieu le père entouré des symboles des quatre évangiles, Missel à l'usage de Troyes, BNF, page 419.

Les sources d'inspiration du maître du Missel de Troyes se trouvent dans les miniatures et décors de marge du Maître de Bedford ou des Frères de Limbourg. Il est actif une vingtaine d'années plus tard mais continue à utiliser les modèles des maîtres parisiens. Il reprend également des modèles de l'enlumineur parisien plus proche de son époque, le Maître de Jean Rolin. Il s'inspire également des artistes à l'œuvre à Dijon à la cour du duc de Bourgogne ainsi que dans les Pays-Bas bourguignons à cette époque.
Les historiens de l'art ont souligné la diversité des usages des livres d'heures qu'il a décorés, qui pourrait faire penser qu'il s'est déplacé d'une ville à l'autre. D'après les commanditaires identifiés dans ces différents livres, il pourrait avoir commencé sa carrière entre Besançon et Dijon, vers 1440-1450, puis s'être déplacé à Troyes vers 1460, où il réalise notamment le missel qui lui a donné son nom. Il se déplace ensuite à Langres où il travaille pour l'évêque de la ville Guy Bernard, puis de retour à Besançon afin d'y travailler pour l'archevêque Charles de Neufchâtel. Il pourrait être également passé par Chalon-sur-Saône où il a réalisé plusieurs manuscrits pour des grandes familles de la ville.
Son style se caractérise par des personnages au visage de forme triangulaire hypertrophiée, ainsi que par des coloris puissants.

## Manuscrits attribués
Une trentaine de manuscrits lui sont attribués selon Hiba Mojabber, autrice d'une thèse sur le maître, dont une vingtaine de livres d'heures. Le corpus peut fluctuer au gré des attributions de manuscrits qui apparaissent continuellement sur le marché de l'art.
| Titre                                                   | Date             | Lieu de conservation                                                                | Description | Exemple d'enluminure |
| ------------------------------------------------------- | ---------------- | ----------------------------------------------------------------------------------- | --- | -------------------- |
| Heures à l'usage de Paris                               | 1440 (vers)      | Madrid, Musée Lázaro Galdiano, R00007                                               | |                      |
| Heures à l’usage de Besançon                            | 1440-1450 (vers) | Collection particulière, passé en vente chez Sotheby's le 7 juillet 2015 (lot 83)   | |                      |
| Heures à l’usage de Besançon                            | 1440-1450 (vers) | Besançon, Bibliothèque municipale de Besançon, Ms.147                               | |                      |
| Heures de Jean IV de Saint-Mauris à l'usage de Besançon | 1450 (vers)      | Besançon, Bibliothèque de Besançon, Ms.125                                          | |                      |
| Heures à l’usage de Troyes                              | 1450-1560 (vers) | Marseille, Bibliothèque municipale de l'Alcazar, Ms.112                             | |                      |
| Heures à l’usage de Troyes                              | 1455-1460 (vers) | Troyes, Médiathèque Jacques-Chirac, Ms.3897                                         | |                      |
| Heures à l’usage de Troyes                              | 1455-1460 (vers) | Philadelphie, Free Library of Philadelphia, Lewis E 133                             | |                      |
| Heures à l’usage de Besançon                            | 1457 (après)     | Orléans, Bibliothèque municipale, Ms.138                                            | Le Maître est l'auteur des 4 évangélistes en collaboration avec un artiste anonyme appelé Maître de l'Arbre des batailles, auteur des autres miniatures. |                      |
| Heures et psautier à l’usage de Langres                 | 1463             | Collection part., passé en vente chez Christie's le 7 juillet 2010                  | En collaboration avec le Maître de Michel Jouvenel auteur des miniatures du ms.                                                                          |                      |
| Missel à l’usage de Troyes                              | 1460 (vers)      | Paris, Bibliothèque nationale de France, Latin 865A                                 | |                      |
| Heures dites de Louis XVIII                             | 1460 (vers)      | Paris, Bibliothèque nationale de France, Latin 10539                                | |                      |
| Heures à l’usage de Langres                             | 1460 (vers)      | Lawrence, Université du Kansas, Kenneth Spencer Research Library (en), Ms. Pryce C1 | |                      |
| Heures à l’usage de Troyes                              | 1460 (vers)      | Paris, Bibliothèque Mazarine, Ms.497                                                | |                      |
| Heures à l’usage de Rome                                | 1460 (vers)      | Coll. part., passé en vente chez Christie's, le 23 avril 2021 (lot 7)               | |                      |
| Les Postilles de Nicolas de Lyre                        | 1460-1472 (vers) | Paris, Bibliothèque nationale de France, Latin 11972-11978                          | Réalisé en collaboration avec Guillaume Hugueniot. |                      |
| Pontifical de Charles de Neufchâtel                     | 1463 (après)     | Besançon, Bibliothèque municipale de Besançon, Ms.115-117                           | Réalisé avec le Maître des Pontificaux de Neufchâtel, son collaborateur.                                                                                 |                      |
| Livre d'heures                                          | 1460-1470 (vers) | Londres, British Library, Harley 2974                                               | |                      |
| Heures à l’usage de Troyes                              | 1460-1470 (vers) | Coll. part., passé en vente chez Ivoire, Troyes, le 27 octobre 2014 (lot 325)       | |                      |
| Heures à l’usage de Langres                             | 1470 (vers)      | Cambridge (Massachusetts), Université Harvard, Houghton Library, Ms. typ.21         | |                      |
| Heures Habert du Berry d'Artois-Hoe à l’usage de Troyes | 1470 (vers)      | Cambridge (Massachusetts), Université Harvard, Houghton Library, Ms. Richardson 7   | |                      |

| Titre                                                              | Date             | Lieu de conservation                                                | Description | Exemple d'enluminure |
| ------------------------------------------------------------------ | ---------------- | ------------------------------------------------------------------- | ----------- | -------------------- |
| 2 Feuillets d'un livre d'heures (Crucifixion, Saint Jean à Patmos) | 1460 (vers)      | Coll. part., passé en vente chez Drouot le 4 juin 2021 (lot 1 & 2)  |             |                      |
| Feuillet d'un livre d'heures (Fuite en Égypte)                     | 1460-1470 (vers) | Coll. part., passé en vente chez Sotheby's, 7 juillet 2015 (lot 47) |             |                      |
| Feuillet d'un livre d'heures (Annonce aux bergers)                 | 1460-1470 (vers) | Cleveland, Cleveland Museum of Art, 2011.61                         |             |                      |

## Suiveurs
Plusieurs artistes semblent avoir travaillé avec le Maître du Missel de Troyes, certains reprenant son style et réemployant ses modèles dans d'autres manuscrits. Un seul est identifié sous le nom de Guillaume Hugueniot, documenté à Langres jusqu'en 1472 et qui reprend la suite du maître dans l'achèvement des Postilles de Nicolas de Lyre pour le compte de l'évêque Guy Bernard. Les autres restes anonymes, tels que le Maître de l'Arbre des batailles, dont une dizaine d'autres manuscrits ont été identifiés, notamment les Heures de Philippe Montholon (Archives Jésuites, Montréal, Ms.9). On retrouve également son style dans un Missel daté de 1474 à l'usage d'une chapelle de l’église Saint-Jean-du-Marché de Troyes (médiathèque de Troyes, Ms.117), œuvre d'un suiveur postérieur.
Le suiveur le plus prolifique est actif à Besançon et a longtemps été confondu avec le maître : il est désigné sous le nom de convention de Maître des Pontificaux de Neufchâtel pour les manuscrits qu'il a décorés pour Antoine et Charles de Neufchâtel. Six manuscrits lui sont attribués :
| Titre                                                | Date             | Lieu de conservation                                                  | Description                      | Exemple d'enluminure |
| ---------------------------------------------------- | ---------------- | --------------------------------------------------------------------- | -------------------------------- | -------------------- |
| Pontifical d’Antoine de Neufchâtel à l'usage de Toul | 1461 (après)     | Besançon, Bibliothèque municipale de Besançon, Ms.157                 |                                  |                      |
| Heures de Pierre Fijean à l’usage de Besançon        | 1460 (vers)      | Coll. part., passé en vente chez Drouot, le 20 février 2020 (lot 209) |                                  |                      |
| Pontifical de Charles de Neufchâtel                  | 1463-1470 (vers) | Porrentruy, Bibliothèque cantonale jurassienne, Ms.10                 | Réalisé par un suiveur du maître |                      |
| Heures à l’usage de Rome                             | 1460-1470 (vers) | Besançon, Bibliothèque municipale de Besançon, Ms.Z705                |                                  |                      |
| Missel de Charles de Neufchâtel                      | 1470 (vers)      | Auckland, Bibliothèques d'Auckland, Ms. Med G138, G139                |                                  |                      |
| Heures à l’usage de Besançon                         | 1460-1470 (vers) | New York, Morgan Library and Museum, M.28                             |                                  |                      |